# Гений дзюдо II
Sanshiro Sugata Part II (яп. 續姿三四郎 Zoku Sugata Sanshirō) — фильм 1945 года, поставленный Акирой Куросавой по мотивам романа Цунэо Томита «Сугата Сансиро». Снят в Японии незадолго до окончания Второй мировой войны. В отличие от первой части, сиквел частично считается пропагандистским фильмом.

## Сюжет
Действие происходит в 1880-е годы. Сугата Сансиро стремится достичь высшего мастером в дзюдо, став учеником у основателя боевого искусства. Благодаря полученным знаниям, он побеждает мастеров карате, с которыми дзюдоисты враждуют на протяжении всего фильма, и представителя американцев, обретя спокойствие и счастье.

## Критика
В своём обзоре первого фильма для журнала Bright Lights Film Journal, Брайан Либби отметил, что первый фильм «менее ориентирован на пропаганду», чем продолжение. Он отметил, что в оригинальном фильме «борьба — это всего лишь средство для более масштабных духовных поисков», тогда как продолжение «продвигает превосходство японского дзюдо над западным боксом», задавая другой тон.
Кристиан Блаувельт, написав обзор для журнала Slant Magazine, согласился, что фильм несколько испорчен заметной пропагандой. Победа Сансиро над американским боксером «воспринимается как знак японского физического, морального и духовного превосходства».